# Mahana Clutha
Mahana Clutha (6 de agosto de 1987) es una deportista neozelandesa que compitió en judo. Ganó dos medallas en el Campeonato de Oceanía de Judo en los años 2006 y 2011.

## Palmarés internacional
| Campeonato de Oceanía | Campeonato de Oceanía | Campeonato de Oceanía | Campeonato de Oceanía |
| Año                   | Lugar                 | Medalla               | Categoría             |
| --------------------- | --------------------- | --------------------- | --------------------- |
| 2006                  | Papeete (Francia)     | Medalla de plata      | –63 kg                |
| 2011                  | Papeete (Francia)     | Medalla de bronce     | –63 kg                |